# Бесони
Бесони (фр. Bessonies) насеље је и општина у јужној Француској у региону Миди Пирене, у департману Лот која припада префектури Фижак.
По подацима из 2011. године у општини је живело 98 становника, а густина насељености је износила 13,23 становника/km². Општина се простире на површини од 7,41 km². Налази се на средњој надморској висини од 520 метара (максималној 682 m, а минималној 510 m).

## Демографија
| 1962. | 1968. | 1975. | 1982. | 1990. | 1999. | 2011. |
| ----- | ----- | ----- | ----- | ----- | ----- | ----- |
| 143   | 184   | 169   | 143   | 124   | 120   | 98    |

График промене броја становника у току последњих година